# Wilhelm von Farabel
Wilhelm von Farabel (frz. Guillaume de Farabel, † nach 1282) war Herr von Le Puy und Konstabler der Grafschaft Tripolis.
Er war der Sohn von Johann von Farabel und Maria von Le Puy. Beim Tod seines Vaters, spätestens 1277 erbte er die Burg und Herrschaft Le Puy, die aus dem Erbe seiner Mutter herrührte. Ebenso wurde er spätestens 1277 Konstabler von Tripolis.
Schon 1278 verlor er seine Herrschaft endgültig, als diese von den ägyptischen Mamluken erobert wurde.
Letztmals wird er 1282 als Konstabler von Tripolis urkundlich erwähnt.
Er war mit Alix von Batrun verheiratet, der Tochter von Jakob von Batrun und Clarence von Hazart. Mit Alix hatte er drei Kinder:
- Rudolf (Rostain)
- Wilhelm († in Apulien)
- N.N. (Tochter)